# Ernst von Meyer
Ernst Sigismund Christian von Meyer, född 25 augusti 1847 i Kassel, död 11 april 1916 i Dresden, var en tysk kemist.
Meyer blev 1893 ordinarie professor i organisk kemi vid tekniska högskolan i Dresden. Han utgav andra upplagan av sin svärfar Adolph Wilhelm Hermann Kolbes lärobok i organisk kemi (Ueber den natürlichen Zusammenhang der organischen mit den unorganischen Verbindungen, die wissenschaftliche Grundlage zu einer naturgemässen Classification der organischen chemischen Körper, 1897, första upplagan 1859) och författade Geschichte der Chemie von den ältesten Zeiten bis zur Gegenwart (1889; fjärde upplagan 1914).
Meyer invaldes som utländsk ledamot av Kungliga Vetenskapsakademien 1907.